# Olof Nordborg
Olof Nordborg, född 1691 i Borås, död 2 juli 1745 i Fredsberg, var en svensk präst. 
Olof Nordborg var son till rådmannen Måns Nordborg. Nordborg inledde studier vid Uppsala universitet 1702 och blev där filosofie magister 1710. Han prästvigdes i Skara 1710 och fick tjänst som adjunkt och skolmästare vid den svenska församlingen i London. Han hemkallades 1724 och blev kyrkoherde i Fredsbergs pastorat den 14 maj 1725 och blev också utnämnd till prost.
Nordborg ansågs vara en lärd man, men så småningom betraktades han som inte helt psykiskt frisk. I sitt privatliv levde han ogift under tilltagande förfall vad gällde klädsel, mathållning och dryckenskap som naturligtvis påverkade hans roll som kyrkoherde. År 1744 brann prästgården där han bodde ner till grunden och det drev honom in ett tillstånd av oro och ångest som gjorde det nödvändigt för församlingen att bevaka honom. Han begick självmord genom att först skada sig med kniv och därefter dränka sig i en damm.   